# Janka Bryl

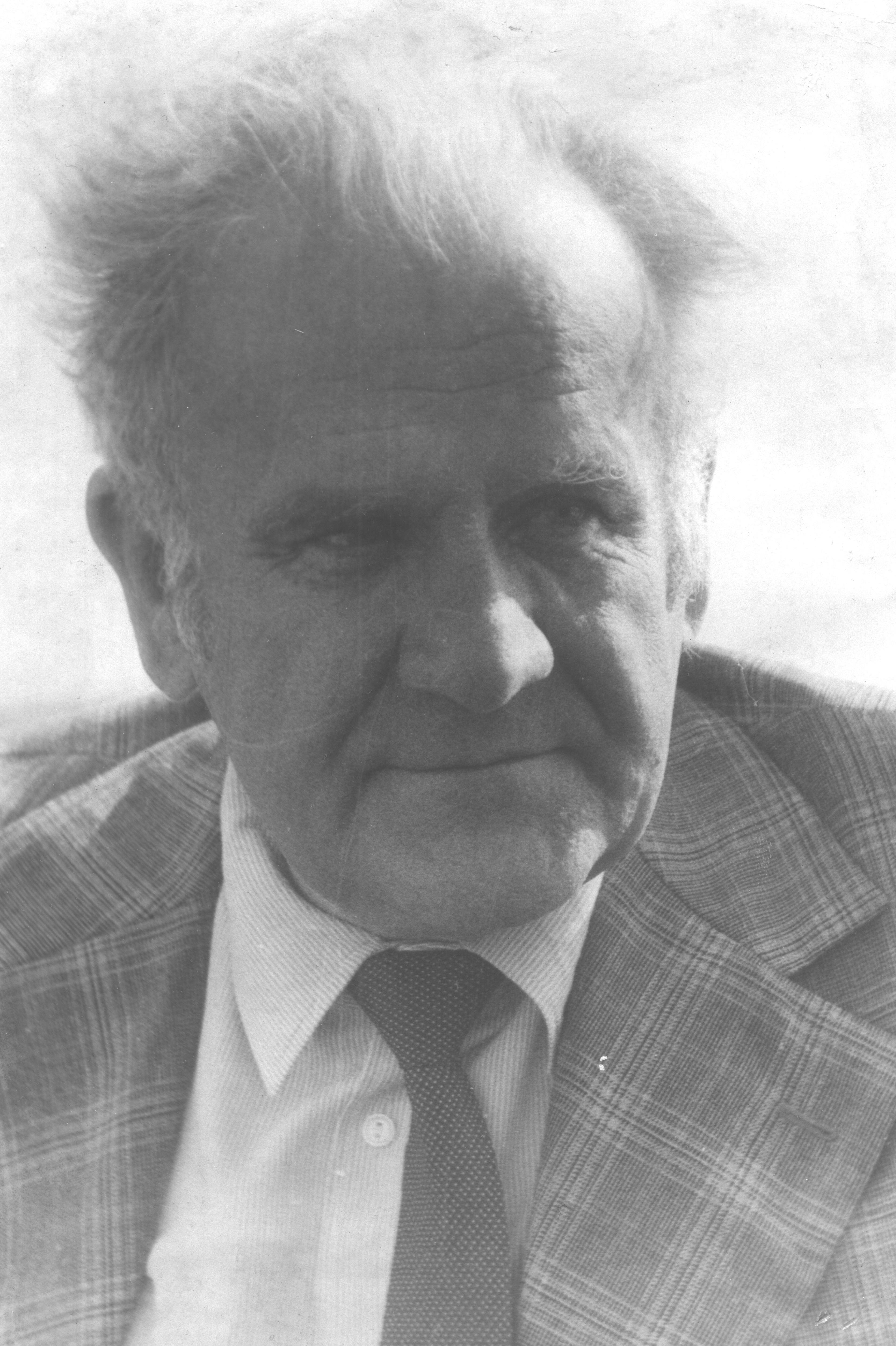
Janka Bryl', 1985

Janka (Iwan Antonawitsch) Bryl (belarussisch Янка (Іван Антонавіч) Брыль, wiss. Transliteration Janka (Ivan Antonavič) Bryl‘), (* 4. August 1917 in Odessa; † 25. Juli 2006 in Minsk) war ein belarussischer Schriftsteller.

## Leben

### Kindheit und Jugend
Bryls Vater Anton Danilovič Bryl verließ sein Heimatdorf im Südbelarus im Jahr 1892 auf der Suche nach Arbeit. 30 Jahre später kehrte er aufgrund schwerer Krankheit in seine Heimat zurück und brachte seine in Odessa gegründete Familie mit. Der junge Janka Bryl‘ besuchte dort eine Grundschule, danach bis 1931 eine weiterführende Schule im Nachbardorf Turešč. Während seiner Schulzeit begann er sich für polnische Literatur zu interessieren, insbesondere für Orzeszkowa, Prus und Maria Konopnicka. Nach eigenen Angaben sei der Kontakt mit den literarischen Werken das wichtigste, was er aus seiner Schulzeit mitnehmen konnte. Mit elf schrieb Bryl‘ erste Gedichte. Seine Familie hatte Bücher aus Odessa mitgebracht und seine Mutter brachte ihm noch vor der Grundschule das Lesen auf Russisch bei.
Großen Einfluss übten zu der Zeit Werke der Schriftsteller Alexander Sergejewitsch Puschkin, Michail Jurjewitsch Lermontow, Wassili Andrejewitsch Schukowski, Alexei Wassiljewitsch Kolzow und Iwan Andrejewitsch Krylow. In der Schule kam er in Kontakt mit den Büchern von Janka Kupala und Jakub Kolas. In seinen ersten Geschichten waren die Natur und die bäuerliche Arbeit Thema seiner Arbeiten. Im Herbst 1932 besuchte er erstmals die Bibliothek in Turez und entdeckte dort die Literatur Fjodor Michailowitsch Dostojewskis, Maxim Gorkis, Korolenkos und Anton Pawlowitsch Tschechows für sich. Auch belarussische Schriftsteller wie Taras und Gušča begannen ihn zu interessieren. Den größten Einfluss auf seine nachfolgenden Werke jedoch sollte Lew Nikolajewitsch Tolstoi behalten.

### Erste literarische Arbeiten
Im Jahr 1936 wurden die in den Nachbardörfern Lykoviča, Čižinovza und Kačana von Polen gefangen gehaltenen Belarussen entlassen. Die Geschichten, die die ehemaligen Häftlinge zu berichten hatten, prägten den jungen Bryl‘ nachhaltig und führten zu einem ersten politischen Interesse. Seine Erfahrungen mit der sozialen Ungerechtigkeit, die im damals polnisch regierten Teil von Belarus herrschte, wurden in den knappen Kurzgeschichten Mein Heimatland (belarussisch Мой край родной) und Waisenbrot (russisch Сиротский хлеб) verarbeitet. In letzterer Erzählung wird der Held Danik Malez mit Ungerechtigkeiten konfrontiert; nur im Widerstand findet er einen Ausweg. In der Mitte der 1930er Jahre kam Bryl‘ in Kontakt mit belarussischen Literaturzirkeln und wurde Teil einer Literaturbewegung mit Sitz in Vil’no. Dort begann er die Zeitschrift Unser Wille (belarussisch Наша Воля) zu lesen und lernte dort die revolutionäre Poesie des Maksim Tank kennen. Erste Gedichte wurden im Jahr 1938 in der Zeitschrift Млях молаццi veröffentlicht.

### Armeezeit
Im Jahr 1939 wurde Bryl' in die polnische Armee berufen. Eingesetzt wurde er in der Garnison Gryni. Nach dreiwöchigem Kampfeinsatz geriet er in deutsche Gefangenschaft. In Deutschland musste er als Zwangsarbeiter zunächst in der Stettiner Landwirtschaft, später in oberpfälzischen Glashütten arbeiten. Im Sommer 1940 unternahm er einen Fluchtversuch, welcher scheiterte und zu seiner Versetzung nach Bayern führte. Im August 1941 gelang ihm die Flucht, die ihn zurück in sein Heimatdorf führte. Er schloss sich im Frühling 1942 einem Partisanenkorps an, bei welchem er als Späher eingesetzt wurde. Gleichzeitig agierte er als Redakteur der Zeitschriften Banner der Freiheit (Сцяг свабоды)  und Partisanen-Brennstab (Партызанскае жыгала). Seine Zeit im Partisanenkorps verarbeitete er in der Kurzgeschichte Die Heimat hört (Родина слышит). Nach der Befreiung Minsks im Juni 1944 durch sowjetische Truppen nahm er an einer Partisanenparade teil. Im Oktober 1944 zog er nach Minsk.

### Nachkriegszeit
Im Jahr 1946 erschien die Geschichtensammlung Erzählungen (Апавяданні) mit fünf Geschichten, unter anderem Marylja (Марыля), die schon im Jahr 1937 entstand. Die zweite Geschichtensammlung erschien im Jahr 1947 unter dem Titel Нёманскiя казакi (Njomankosaken). Im selben Jahr begann er seine Arbeit an dem Roman Grenze (Граніца), der unvollendet blieb. Zwei Jahre später erschien der erste Teil des Romans unter dem Namen Tags zuvor (Накануне) in der Zeitschrift Polymja. In den Jahren von 1947 bis 1949 entstand der Novellenzyklus Aus wahrer Freude (Дзеля сапраўднай радасці). Wiederum zwei Jahre später erschienen die Novelle Du bist mein bester Freund (Ты мой найлепшы друг) und der Roman Über Sabalozze wird es Tag (У Забалоцці днее), der 1953 unter dem Titel Land ohne Pans im Verlag Kultur und Fortschritt in deutscher Übersetzung erschien.
Im Jahr 1952 wurde ihm der Stalinpreis verliehen. In den folgenden Jahren häuften sich die Veröffentlichungen. Es erschienen An der Bystranka (На Быстранцы), die kurzen Erzählungen Gehen müssen (Трэба паехаць), Mein Heimatwinkel (Мой родны кут), Die letzte Begegnung (Апошняя сустрэча) und Ein Bruchstück des Regenbogens (Асколачак вясёлкі). In den Jahren von 1962 bis 1964 arbeitete er an seinem Roman Vögel und Nester (Птушкi i гнëзды), der im Jahr 1968 wiederum bei Kultur und Fortschritt in deutscher Übersetzung erschien. Entstanden war der Roman aus Erzählungen wie Sonne scheint durch Wolken und Lebendes und Verfaultes, die bereits im Jahr 1942/1943 nach der Flucht aus seiner Gefangenschaft geschrieben wurden, als er sich in der Hütte seiner Mutter verbarg. Er erhielt im Jahr 1981 den Titel Schriftsteller des Volkes der Belarussischen SSR. Im Jahr 1994 wurde er in die Nationale Akademie der Wissenschaften von Belarus gewählt.
Bryl starb am 25. Juli 2006 nach langer Krankheit in Minsk; beerdigt wurde er zwei Tage später.

## Erzählstil
Nach dem Krieg wurde er zu einem der bekanntesten belarussischen Schriftsteller. Seine Novellen und Erzählungen wie Verwirrung, Die Aufschrift auf dem Holzgerüst (Надпіс на зрубе), Memento Mori und Eine Hand voll Sonnenstrahlen (Жменя сонечных промняў) zeichnen sich bis heute durch ihre lyrische Erzählweise und volkstümliche Sprache aus. Die in seinen Geschichten beschriebenen Helden zeigen typische Charaktereigenschaften der westlichen Belarussen auf. Oftmals trifft ein idealistischer, lebensfroher, naturverbundener, jedoch armer Held auf einen Gegenspieler, der blind für die Schönheit dieser Welt ist.

## Werke
- Апавяданнi. Мінск, Дзяржвыд, БССР, 1946.
- Нёманскiя казакi, Апавяданнi i нарысы, Мінск, Дзяржвыд, БССР, 1947.
- Вераснёвая рунь. (Апавяданнi i нарысы), Мінск, Дзяржвыд, БССР, 1949.
- Лiпа i клёнiк. Апавяданнi. Мінск, Дзяржвыд, БССР, 1949.
- У Забалоццi днее. Аповесць. Мінск, Дзяржвыд, БССР, 1951.
- Зялёная школа. (Апавяданнi для дзяцей), Мінск, Дзяржвыд, БССР, 1951.
- Дзеля сапраўднай радасцi. (Аповесць i апавяданнi), Мінск, Дзяржвыд, БССР, 1952.
- Светлае ранне. Апавяданнi. (Для дзяцей малодш. узросту), Мінск, Дзяржвыд, БССР, 1954.
- На Быстранцы. (Аповесць i апавяданнi), Мінск, Дзяржвыд, БССР, 1955.
- Вачыма друга. Польскi дзённiк, Мінск, Дзяржвыд, БССР, 1956.
- Сэрца камунiста. Нарыс, Мінск, Дзяржвыд, БССР, 1957.
- Пачатак сталасцi (Аповесць i апавяданнi), Для дзяцей сярэдн. узросту. Мінск, Дзяржвыд, БССР, 1957.
- Надпiс на зрубе. Апавяданнi, Мінск, Дзяржвыд, БССР, 1958.
- I смех i бяда. (Апавяданнi) Мінск, Дзяржвыд, БССР, 1958.
- Мой родны кут. (Апавяданнi, нарысы, аповесць) Мінск, Дзяржвыд, БССР, 1959.
- Выбраныя апавяданнi. Мінск, Вучпедвыд, 1959.
- Збор твораў. у двух тамах, Мінск, Дзяржвыд, БССР, 1960.

In deutscher Sprache erschienen:
- Land ohne Pans [У Забалоцці днее]. Übers. (aus dem Russischen) Paul Reissert. Verlag Kultur und Fortschritt, Berlin 1953.
- Um Mitternacht [Апоўначы]. Übers. Gundula und Wladimir Tschepego. In: Norbert Randow (Hg.): Störche über den Sümpfen. Belorussische Erzähler. Volk und Welt, Berlin 1971, S. 360–368.
- Vögel und Nester [Птушкі і гнёзды] Übers. Hans-Joachim Grimm. Verlag Kultur und Fortschritt, Berlin 1968.
- Ales Adamowitsch, Janka Bryl, Uladsimir Kalesnik: Feuerdörfer. Wehrmachtsverbrechen in Belarus – Zeitzeugen berichten [Я з вогненнай вёскі...]. Übers. Thomas Weiler. Aufbau Verlag, Berlin 2024.